# Corredor Ecológico do Norte da Amazônia

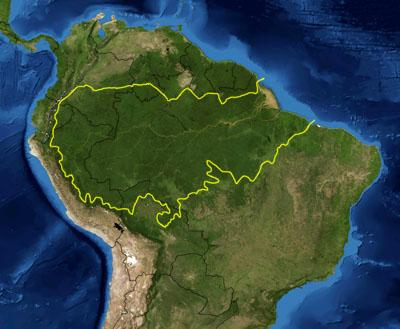
Mapa da ecorregião amazônica conforme definida pelo World Wide Fund for Nature (WWF). A linha amarela abrange cerca de bacia de drenagem da Amazônia. As fronteiras nacionais estão mostradas em preto. Imagem de satélite da NASA.

Corredor Ecológico do Norte da Amazônia é uma proposta de corredor ecológico que conecta unidades de conservação e territórios indígenas no norte da floresta amazônica do Brasil.

## Antecedentes
A primeira versão da proposta de Corredores Ecológicos de Florestas Tropicais do Brasil foi desenvolvida por um grupo de consultores a pedido do Ministério do Meio Ambiente do Brasil e apresentada no primeiro semestre de 1997. Foram propostos sete grandes corredores: Corredor Ecológico da Amazônia Central, Corredor Ecológico do Norte da Amazônia, Corredor Ecológico do Sul da Amazônia, Corredor Ecológico Ecótono do Sul da Amazônia, Corredor Ecológico da Amazônia Ocidental, Corredor Ecológico da Mata Atlântica Central e Corredor Ecológico da Serra do Mar. Estes correspondiam a cerca de 25% das florestas tropicais do Brasil. Foi dada prioridade ao Corredor da Amazônia Central e ao Corredor Central da Mata Atlântica, que testaria e desenvolveria os conceitos para uso nos corredores subsequentes.

## Proposta
O Corredor Ecológico do Norte da Amazônia foi um dos cinco corredores da região amazônica identificados. Ele cobriria a fronteira norte da Amazônia com a Colômbia e a Venezuela. Haveria seis áreas prioritárias em três principais ecorregiões da Amazônia. O corredor foi identificado como sendo relativamente intacto, globalmente importante por sua distinção biológica e de alta prioridade em escala regional. O corredor teria uma área de 21.000.000 hectares.
As unidades de conservação incluiriam a Floresta Nacional do Amazonas, a Estação Ecológica de Maracá, o Parque Nacional do Pico da Neblina e a Floresta Nacional de Roraima. A proposta também incluiu as florestas nacionais de Cubaté, Cuiari, Içana, Pari Cachoeira II, Piraiauara, Tarauacá I, Tarauacá II e Uruçu. No entanto, estas 11 florestas nacionais criadas pelo presidente José Sarney em 23 de novembro de 1989 e 9 de março de 1990 foram revogadas por seu sucessor, Fernando Collor de Mello, em 5 de setembro de 1991. As florestas foram criadas sem considerar as reivindicações dos povos indígenas.